# Radstube Franzstollen

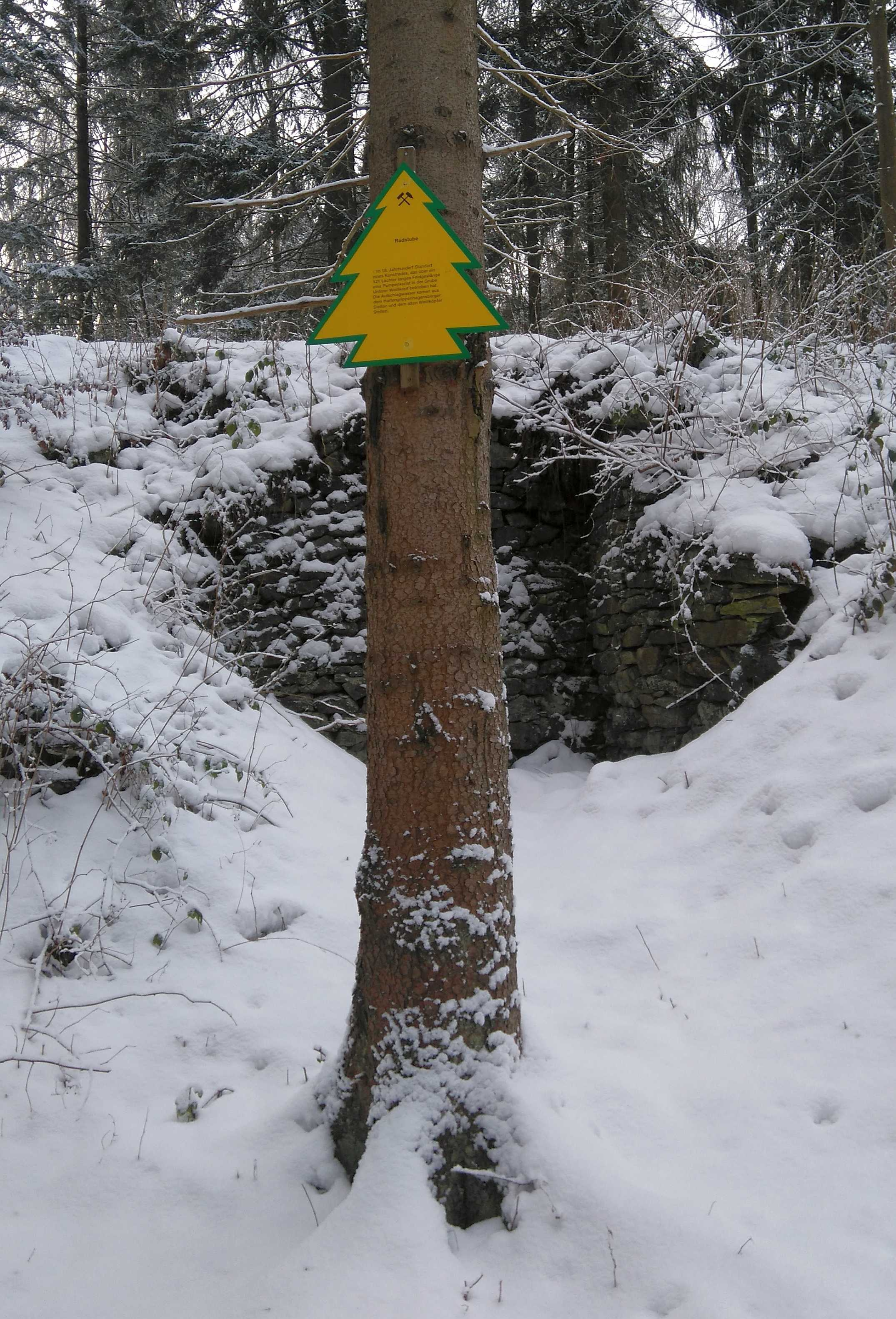
Verschneite Reste der Radstube Franzstollen (2018)

Die Radstube Franzstollen in der Montanregion Harz ist eine ehemalige Bergwerkseinrichtung im Ortsteil Elbingerode (Harz) der Stadt Oberharz am Brocken in Sachsen-Anhalt. Sie diente hauptsächlich zur Entwässerung der umliegenden Stollen und Schächte im hannoverschen (ab 1866 preußischen) Bergrevier Elbingerode. Die Reste der Radstube und die benachbarten Trockenmauern des Wassergrabens stehen gemeinsam mit dem Mundloch des unmittelbar benachbarten Hartengrippenhagensberger Stollens unter Denkmalschutz. Die Radstube Franzstollen ist eine Station des Elbingeröder Bergbaulehrpfades.

## Lage
Die zum Franzstollen gehörigen Reste der Radstube liegen am Büchenberg im Nordharz unweit der Bundesstraße 244, die Wernigerode mit Elbingerode (Harz) verbindet. Nur einige Meter von der Radstube entfernt führt die Weißkopfchaussee entlang, die beim früheren Chausseehaus Bolmke unweit des Schlosswasserhäuschens in die Bundesstraße 244 mündet.

## Geschichte
Das frühere Amt Elbingerode, an dessen Grenze sich die Radstube befindet, gehörte bis in das 16. Jahrhundert den auf dem Schloss Wernigerode residierenden Grafen zu Stolberg. Diese verloren das aufgrund des ergiebigen Bergbaus sehr ertragreiche Amt Elbingerode an die Herzöge von Braunschweig, wodurch es im 18. Jahrhundert an das Kurfürstentum Hannover fiel und ab 1867 zur preußischen Provinz Hannover gehörte.
In den Jahren von 1694 bis 1709 wurde der benachbarte Hartengrippenhagensberger Stollen aufgefahren, der später Franzstollen genannt wurde. Das aus dem Stollen kommende Wasser wurde in einen Graben geleitet, der das in der Radstube hängende Kunstrad betrieb. Die gemauerten Reste der Radstube und Teile der Trockenmauer des Wassergrabens sind heute noch erhalten.

## Denkmal
Die baulichen Überreste der früheren (Kunst-)Radstube des Franzstollens sind gemeinsam mit dem Stollenmundloch als Baudenkmal unter der Erfassungsnummer 094 55843 in der Liste der Kulturdenkmale in Oberharz am Brocken verzeichnet.